# Sollentuna och Upplands Väsby
Sollentuna och Upplands Väsby ist ein Tätort in der schwedischen Provinz Stockholms län sowie der historischen Provinz (landskap) Uppland. Er erstreckt sich nördlich der Hauptstadt Stockholm über etwa 15 Kilometer entlang der Europastraße 4 (Europaväg 4). Sein südlichster Teil ist etwa 10 Kilometer vom Zentrum Stockholms entfernt.

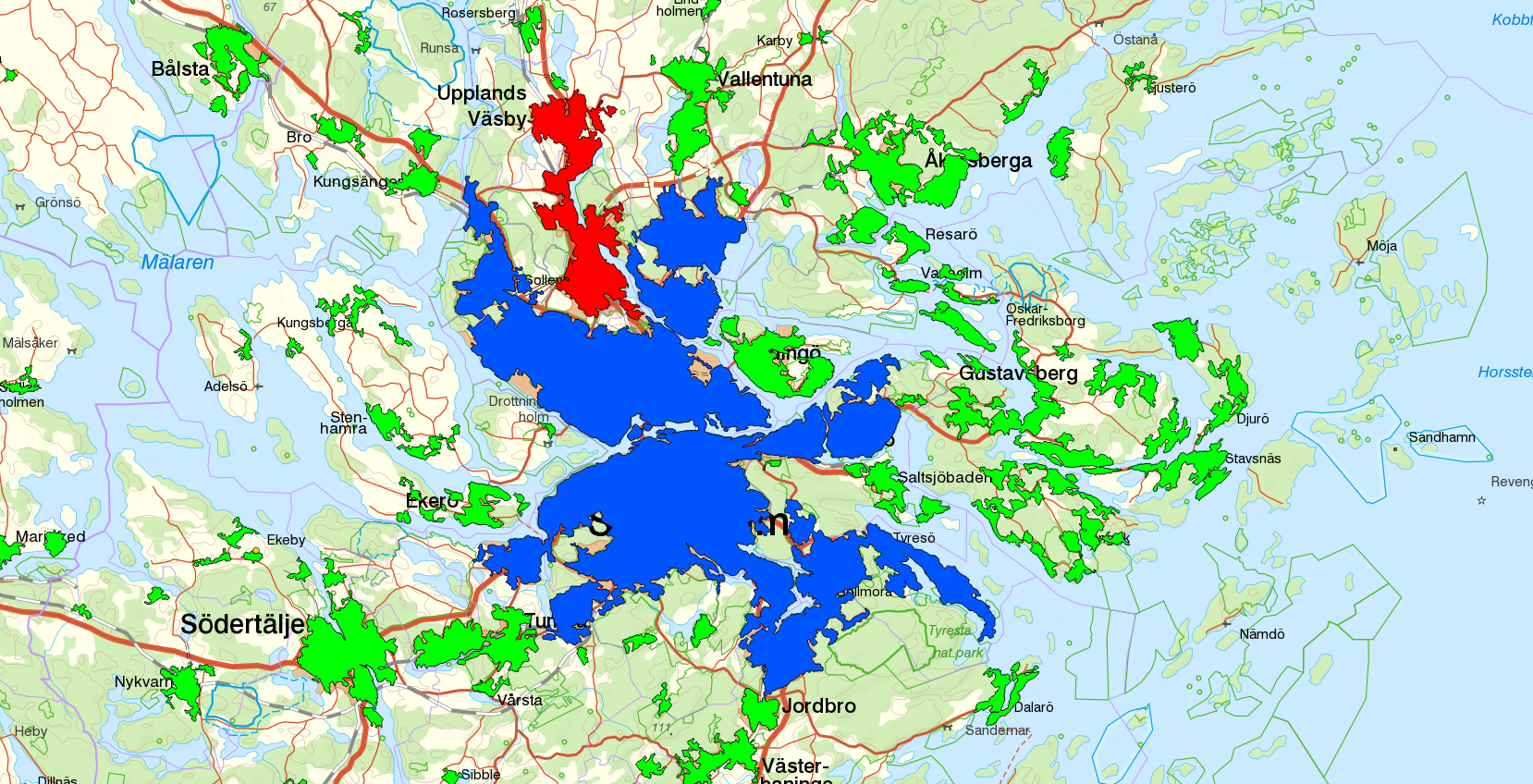
Tätorter im Raum Stockholm:
Sollentuna och Upplands Väsby
Stockholm
andere

Der Tätort wurde 2015 erstmals vom Statistiska centralbyrån ausgewiesen. Mit 139.606 Einwohnern ist er der fünftgrößte Ort Schwedens. Er setzt sich aus zwei großen Ortsteilen zusammen: Sollentuna, das zuvor seit 1995 zum Tätort Stockholm gerechnet wurde und fast die gesamte Gemeinde Sollentuna sowie ein Gebiet im Norden der Gemeinde Stockholm umfasst, sowie dem nördlich anschließenden, vormals eigenständigen Tätort Upplands Väsby, Zentralort der Gemeinde Upplands Väsby. Im neuen Tätort ging außerdem das östlich an Upplands Väsby angrenzende Ekeby auf, das seit 2005 als Tätort in der Gemeinde Upplands Väsby ausgewiesen war (258 Einwohner 2010).
Ein kleiner Teile von Sollentuna och Upplands Väsby liegt auf dem Territorium der Gemeinde Solna (Stand 2015):
| Gemeinde       | Fläche (ha) | Einwohner |
| -------------- | ----------- | --------- |
| Sollentuna     | 2.454       | 65.859    |
| Upplands Väsby | 1.504       | 41.066    |
| Stockholm      | 0.535       | 32.676    |
| Solna          | 0.053       | 00.005    |